# فرودگاه بین‌المللی لونگی
فرودگاه بین‌المللی لونگی (به انگلیسی: Lungi International Airport) یک فرودگاه است . این فرودگاه در کشور سیرالئون قرار دارد .